# Новопокровский (Башкортостан)
Новопокро́вский (баш. Яңы Покровка) — хутор в Зилаирском районе Республики Башкортостан Российской Федерации. Входит в состав Дмитриевского сельсовета. 

## География

### Географическое положение
Расстояние до:
- районного центра (Зилаир): 40 км,
- центра сельсовета (Дмитриевка): 12 км,
- ближайшей железнодорожной станции (Саракташ): 151 км.

## Население
| 2002 | 2009 | 2010 |
| ---- | ---- | ---- |
| 100  | ↘81  | ↘65  |

Национальный состав
Согласно переписи 2002 года, преобладающая национальность — русские (70 %).